# Glutamatreceptorer
Glutamatreceptorer är en grupp receptorer som binder glutamat vid cellytorna på de celler där det ska verka. Det finns två klasser glutamatreceptorer, jonotropa och G-proteinkopplade receptorer. 
Glutamatreceptorerna är viktiga för centrala nervsystemets synaptiska signalöverföring, minnesbildning, inlärning och nervreglering. Receptorerna är involverade i en rad olika degenerativa sjukdomar på grund av glutamatets koppling till excitotoxicitet (överaktiva glutamatreceptorer) och dess höga förekomst i hela centrala nervsystemet.
Det finns två huvudtyper av glutamatreceptorer: jonotropa glutamatreceptorer och metabotrop glutamatreceptor.
- Jonotropa glutamatreceptorer är ligandstyrda jonkanaler som glutamat fäster vid.[1]
  - NMDA-receptorn
  - Kainsyrareceptorer
  - AMPA-receptorn
- Metabotropa glutamatreceptorer är G-proteinkopplade och verkar genom det sekundära budbärarsystemet i centrala nervsystemet.[2]

Autoantikroppar mot glutamatreceptorer är involverat i uppkomsten av autoimmuna sjukdomar, och förekommer vid vissa sorters epilepsi, SLE, med mera samt vid stroke.